# Universidad de Leiden
La Universidad de Leiden (en neerlandés: Universiteit Leiden) es la universidad más antigua de los Países Bajos. La universidad está localizada en Leiden, ciudad universitaria desde el 8 de febrero de 1575.
La universidad cuenta con siete facultades (seis en Leiden y una en La Haya), con más de 34.000 estudiantes matriculados en 2021. El nombre de la universidad fue hasta 1998 Rijksuniversiteit Leiden (RUL). Los antiguos alumnos de la Universidad de Leiden han recibido 16 Premios Nobel.

## Historia
La ciudad de Leiden jugó un papel importante en la guerra de los Ochenta Años. En 1572 la ciudad eligió estar de parte de la rebelión antiespañola. El gobernador de los Países Bajos, Luis de Requesens, sitia la ciudad en 1574. El asedio de Leiden duró desde mayo hasta el 3 de octubre de 1574, cuando la ciudad se liberó gracias a la destrucción de los diques, posibilitando así el acceso de botes con provisiones para los habitantes de la ciudad. Tras la resistencia opuesta al asedio, se le concede a la ciudad la universidad en 1575. Con su fundación el estatúder Guillermo I de Orange mostró su agradecimiento y reconocimiento a los pobladores de Leiden, que habían resistido el asedio por parte de los españoles en nombre del rey Felipe II. La tradición cuenta que se les ofreció a los habitantes de Leiden la posibilidad de elegir entre la universidad y cierta exención de impuestos. La liberación de Leiden aún se celebra a lo grande, cada 3 de octubre. Desde entonces la universidad, los estudiantes y las casas de estudiantes son un factor dominante en la imagen de la ciudad.

### Siglos XVI a XIX

Theatrum anatomicum, Teatro anatómico de Leiden, 1609

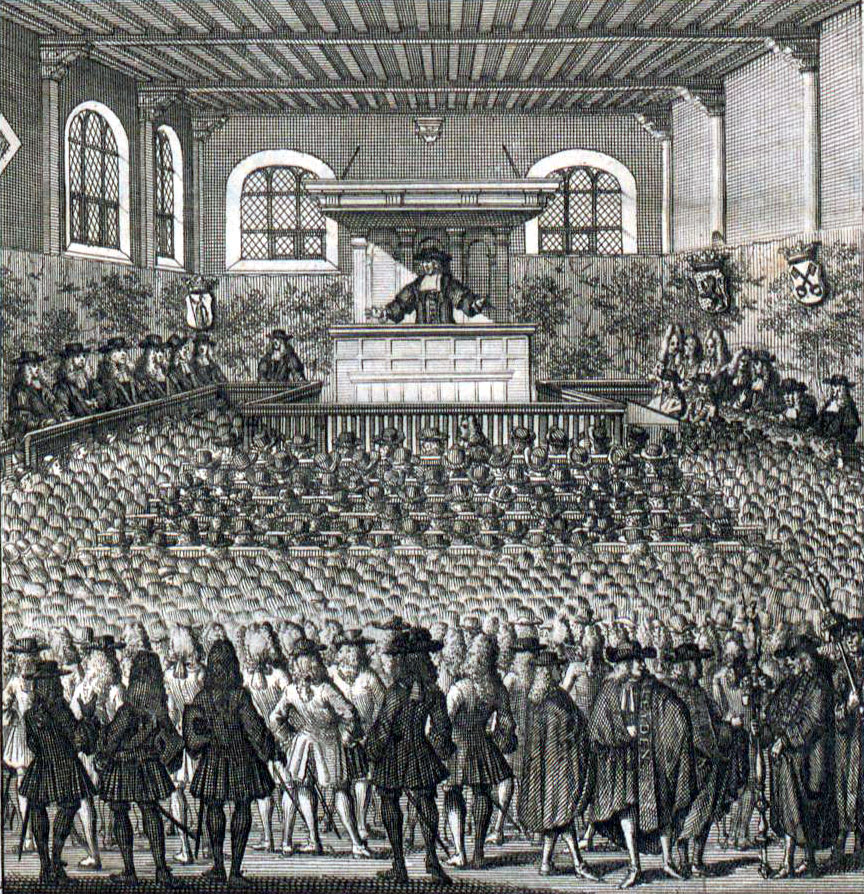
Una conferencia de Herman Boerhaave en el

La presencia de eruditos como Justus Lipsius, Josephus Justus Scaliger, Franciscus Gomarus, Hugo de Groot, Jacobus Arminius, Daniël Heinsius Snellius y Gerard Vossius proporcionaron a la universidad de Leiden un gran prestigio europeo, y estudiantes venidos de toda Europa para disfrutar de la educación y eruditos de renombre para enseñar allí. Esta posición se mantuvo hasta finales del siglo XVIII gracias a la reputación de eruditos como Herman Boerhaave.
A principios del siglo XIX, la universidad decayó un poco en reputación internacional, ya que las universidades extranjeras, especialmente en la emergente región de habla alemana, consiguieron atraer a muchos eruditos de renombre. Sin embargo, en los Países Bajos, "Leiden" seguía siendo una de las principales universidades. Exalumnos conocidos del siglo XIX fueron Johan Rudolph Thorbecke, fundador de la Constitución holandesa, y Matthias de Vries, padre de la lingüística holandesa.
En 1860, Robert Fruin se convirtió en el primer ocupante de la Cátedra de Historia de la Patria, marcando el inicio de la práctica profesional de la historia en los Países Bajos.

### SiglosXIXyXX
La Universidad de Leiden, la Universidad de Göttingen y la Universidad de Berlín, son reconocidas como la cuna de la Libertad Académica.
La Universidad se asocia con diez líderes y primeros ministros de los Países Bajos como el actual primer ministro Mark Rutte, nueve líderes internacionales, entre ellos el sexto presidente de los Estados Unidos John Quincy Adams, dos secretarios generales de la OTAN, un presidente de la Corte Internacional de Justicia y dieciséis galardonados con el premio Nobel (incluidos los físicos de renombre Albert Einstein y Enrico Fermi). La Universidad también es conocida por sus múltiples avances, incluyendo su famosa botella de Leyden, un condensador hecho a partir de una botella de vidrio, inventado en Leiden por Pieter van Musschenbroek en 1745 (en realidad fue inventado simultáneamente por Ewald Georg von Kleist en Alemania, pero el nombre «Botella de Leyden» prevaleció).
Otro avance fue en criogenia: Heike Kamerlingh Onnes (ganador del Premio Nobel de Física en 1913) licuó helio por primera vez (1908) y posteriormente consiguió alcanzar una temperatura de menos de un grado por encima del cero absoluto. Otros tres profesores recibieron el Premio Nobel por sus investigaciones realizadas en la Universiteit Leiden: Hendrik Antoon Lorentz y Pieter Zeeman recibieron el Premio Nobel por sus trabajos pioneros en el campo de los fenómenos ópticos y electrónicos, y el fisiólogo Willem Einthoven por su invención del galvanómetro de cuerda, que, entre otras cosas, permitió el desarrollo de la electrocardiografía.
Estos premios Nobel, pero también los físicos Albert Einstein y Paul Ehrenfest, el arabista y experto en el Islam Christiaan Snouck Hurgronje, el jurista Cornelis van Vollenhoven y el historiador Johan Huizinga, fueron algunos de los que impulsaron a la universidad a ocupar un lugar de relevancia internacional durante las décadas de 1920 y 1930. En 2005 se descubrió en una de las bibliotecas de Leiden el [manuscrito http://www.lorentz.leidenuniv.nl/history/Einstein_archive/] de Einstein sobre la teoría cuántica del gas ideal monatómico (la condensación Einstein-Bose).
Daniel de León, cofundador del sindicato International Workers of the World y una de las figuras principales del figura principal en el Partido Socialista Laborista de América.
Recientemente la universidad ha comenzado un proceso de expansión a la vecina ciudad de La Haya, donde se ubicarán nuevos edificios destinados principalmente a programas de estudio internacionales.
La Universidad de Leiden tiene una excelente reputación internacional y es una de las mejores universidades en Europa y del mundo. En el ranking de universidades THE-QS de 2021, la universidad ocupó el 15.º puesto a nivel mundial.

### A principios delsigloXXI

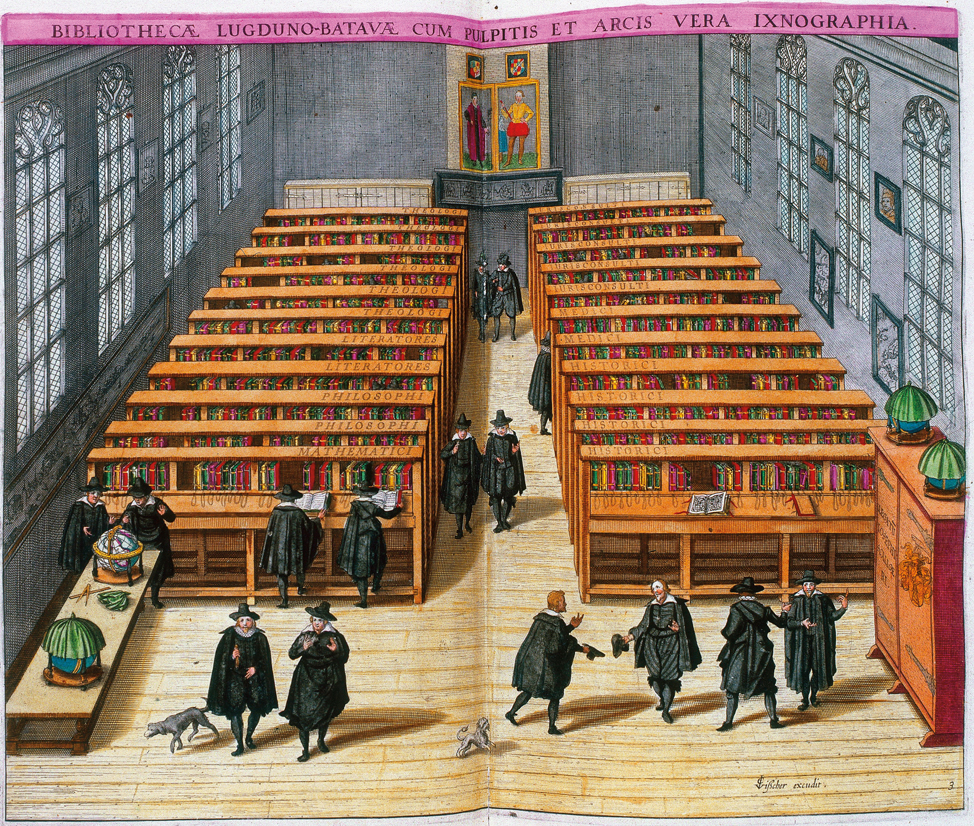
Biblioteca Universitaria de Leiden en 1610

La Biblioteca Universitaria, que cuenta con más de 5,2 millones de libros y cincuenta mil revistas, posee también varias colecciones especiales de renombre internacional de manuscritos occidentales y orientales, libros impresos, archivos, grabados, dibujos, fotografías, mapas y atlas. Alberga las mayores colecciones mundiales sobre Indonesia y el Caribe. Las actividades de investigación de la Instituto Escaliger se centran en estas colecciones especiales y se centran particularmente en los diversos aspectos de la transmisión de conocimientos e ideas a través de textos e imágenes desde la antigüedad hasta nuestros días.
En 2005 se descubrió en una de las bibliotecas de Leiden el manuscrito de Einstein sobre la teoría cuántica del gas ideal monatómico (la condensación de Einstein-Bose) (condensado)..
Los retratos de muchos profesores famosos desde los primeros tiempos cuelgan en el aula universitaria, uno de los lugares más memorables, como lo llamó Niebuhr, de la historia de la ciencia.
En 2012, Leiden suscribió una alianza estratégica con la Universidad Tecnológica de Delft y la Universidad Erasmus de Róterdam para que las universidades aumentaran la calidad de su investigación y docencia. La universidad es también la sede no oficial del Grupo Bilderberg, una reunión de personalidades políticas y económicas de alto nivel de Norteamérica y Europa.
La Universidad de Leiden se asoció con la Facultad de Derecho de la Universidad de Duke a partir de 2017 para impartir un programa conjunto de verano sobre Derecho global y transnacional desde el campus de La Haya.

## La institución
La universidad no tiene un campus central; sus edificios están repartidos por toda la ciudad. Algunos edificios como el Gravensteen (que actualmente alberga la Oficina Internacional de Leiden) son muy antiguos, mientras que edificios como el Lipsius y el Gorlaeus son mucho más modernos. La universidad está dividida en nueve facultades principales que ofrecen aproximadamente 50 programas de licenciatura y más de 100 programas de postgrado.
Entre las instituciones afiliadas a la universidad destacan El KITLV o Real Instituto Holandés de Estudios del Sudeste Asiático y el Caribe (fundado en 1851), el observatorio 1633; el museo de historia natural, con un gabinete anatómico muy completo; el museo de antigüedades (Museum van Oudheden), con departamentos especialmente valiosos de Egiptoía e Indian; un museo de antigüedades holandesas desde los tiempos más remotos; y tres museos etnográficos, cuyo núcleo eran las colecciones de Japónese de P. F. von Siebold. Los laboratorios de anatomía y patología de la universidad son modernos, y los museos de geología y mineralogía han sido restaurados.
El Hortus Botanicus (jardín botánico) es el jardín botánico más antiguo de los Países Bajos. Desde hace más de cuatro siglos, expertos cultivan aquí plantas de todo el mundo. El jardín de Clusius (una reconstrucción), el invernadero del siglo XVIII con sus monumentales plantas de tina, la rara colección de árboles históricos de cientos de años de antigüedad, el jardín japonés Von Siebold Memorial que simboliza el vínculo histórico entre Oriente y Occidente, los invernaderos tropicales con sus colecciones de plantas de categoría mundial, y la plaza central y el Conservatorio que exhiben plantas exóticas de Sudáfrica y el sur de Europa.
La investigación en Leiden está muy desarrollada. Hay muchos institutos universitarios de investigación y Leiden participa en más de cuarenta escuelas de investigación de ámbito nacional, doce de las cuales están situadas en el corazón de Leiden.
| Facultades                             |           |
| -------------------------------------- | --------- |
| Ciencias                               | Sitio web |
| Filosofía                              | Sitio web |
| Artes                                  | Sitio web |
| Leyes                                  | Sitio web |
| Teología                               | Sitio web |
| Arqueología                            | Sitio web |
| Ciencias sociales y del comportamiento | Sitio web |
| Medicina                               | Sitio web |
| Artes de escena y creatividad          | Sitio web |

La Facultad de Artes Creativas y Escénicas es una cooperación entre la Universidad de Leiden y el Real Conservatorio y la Real Academia de Arte. La universidad nunca ha tenido una facultad de economía, empresa o gestión, pues durante todas estas décadas se ha pensado que esto no encajaría en su tradición. Sin embargo, en 2002 se fundó la Escuela de Gestión de Leiden (LUSM), que ofrecía seis programas profesionales de MBA. Sin embargo, estos programas se cerraron en 2006 y la LUSM está desarrollando otras actividades de gestión empresarial más relacionadas con las actividades de las facultades. Actualmente mantienen una cooperación con la facultad de Matemáticas con el MSc en ICT in Business Archivado el 15 de abril de 2007 en Wayback Machine..

## Historia
En 1575 Príncipe Guillermo de Orange presidía uno de los pocos reinos de Europa que carecía de universidades. El renacimiento científico había comenzado a resaltar la importancia del estudio académico, por lo que Príncipe Guillermo fundó la primera universidad holandesa en Leiden como recompensa por la heroica defensa de Leiden contra los ataques españoles el año anterior. Irónicamente, el nombre de Felipe II de España, adversario de Guillermo, aparece en el certificado oficial de fundación, ya que seguía siendo el conde de iure de Holanda. Tradicionalmente se dice que a los ciudadanos de Leiden se les ofreció la posibilidad de elegir entre una universidad y una cierta exención de impuestos, y que los ciudadanos creyeron que una ley fiscal podía anularse, mientras que las grandes universidades de Europa habían sobrevivido durante muchos siglos. Ubicada originalmente en el convento de Santa Bárbara, la universidad se trasladó al convento de las Monjas Blancas en 1581, lugar que aún ocupa, aunque el edificio original fue destruido en 1616.
La presencia, en el plazo de medio siglo desde la fecha de su fundación, de eruditos como Justus Lipsius, Joseph Scaliger, Franciscus Gomarus, Hugo Grotius, Jacobus Arminius, Daniel Heinsius y Gerhard Johann Vossius, elevaron de inmediato a la Universidad de Leiden a la más alta fama europea, posición que el saber y la reputación de Jacobus Gronovius, Herman Boerhaave, Tiberius Hemsterhuis y David Ruhnken, entre otros, le permitieron mantener hasta finales del siglo XVIII.
A finales del siglo XIX, la Universidad de Leiden volvió a convertirse en una de las principales universidades europeas. En el primer laboratorio universitario de bajas temperaturas del mundo, la profesora Heike Kamerlingh Onnes consiguió temperaturas de sólo un grado por encima del cero absoluto de -273 grados centígrados. En 1908 fue también el primero en conseguir licuar el helio y se le puede atribuir el descubrimiento de la superconductividad en los metales. 
En la actualidad, Leiden goza de una sólida posición internacional entre los mejores institutos de investigación en muchos campos, como las ciencias naturales, la medicina, las ciencias sociales y del comportamiento, el derecho, las artes y las letras. De los veintiocho premios Spinoza (el máximo galardón científico de los Países Bajos), siete fueron concedidos a profesores de la Universiteit Leiden. El historiador literario Frits van Oostrom fue el primer profesor de Leiden en recibir el premio Spinoza por su labor en el desarrollo del centro NLCM (Literatura y cultura neerlandesas en la Edad Media) hasta convertirlo en un centro de investigación de primer orden. Otros galardonados con el premio Spinoza son el lingüista Frits Kortlandt, el matemático Hendrik Lenstra y Carlo Beenakker, que trabaja en su campo de la física mesoscópica. Otros profesores destacados son Ewine van Dishoeck, catedrático de astronomía en el Observatorio de Leiden, el catedrático de biología de trasplantes Els Goulmy, Frits Rosendaal, catedrático de epidemiología clínica, Wim Blockmans, catedrático de Historia Medieval, y Willem Adelaar, catedrático de Lenguas amerindias.

## Galería

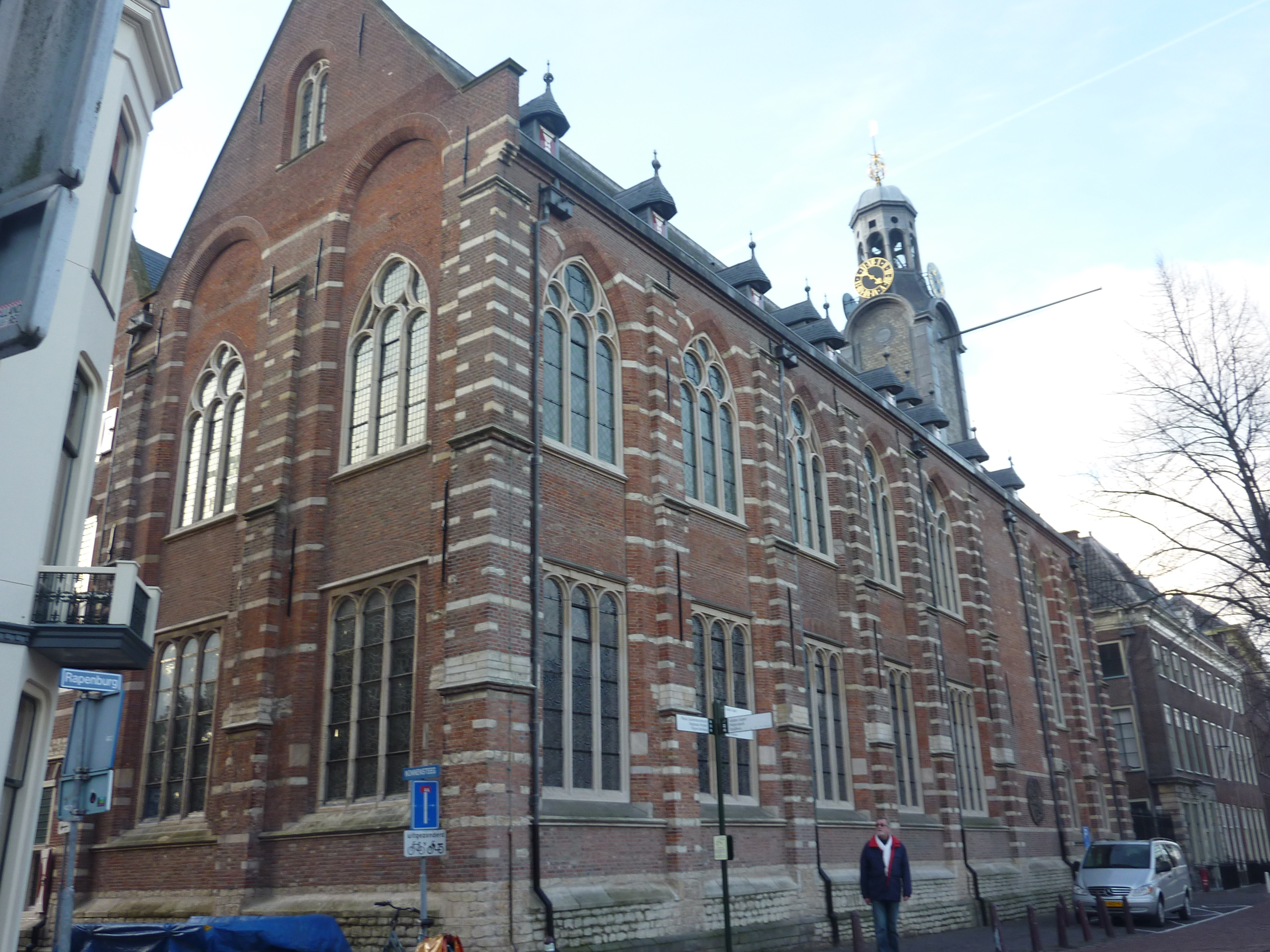
Rapenburg, el edificio de la Academia de la Universidad de Leiden.
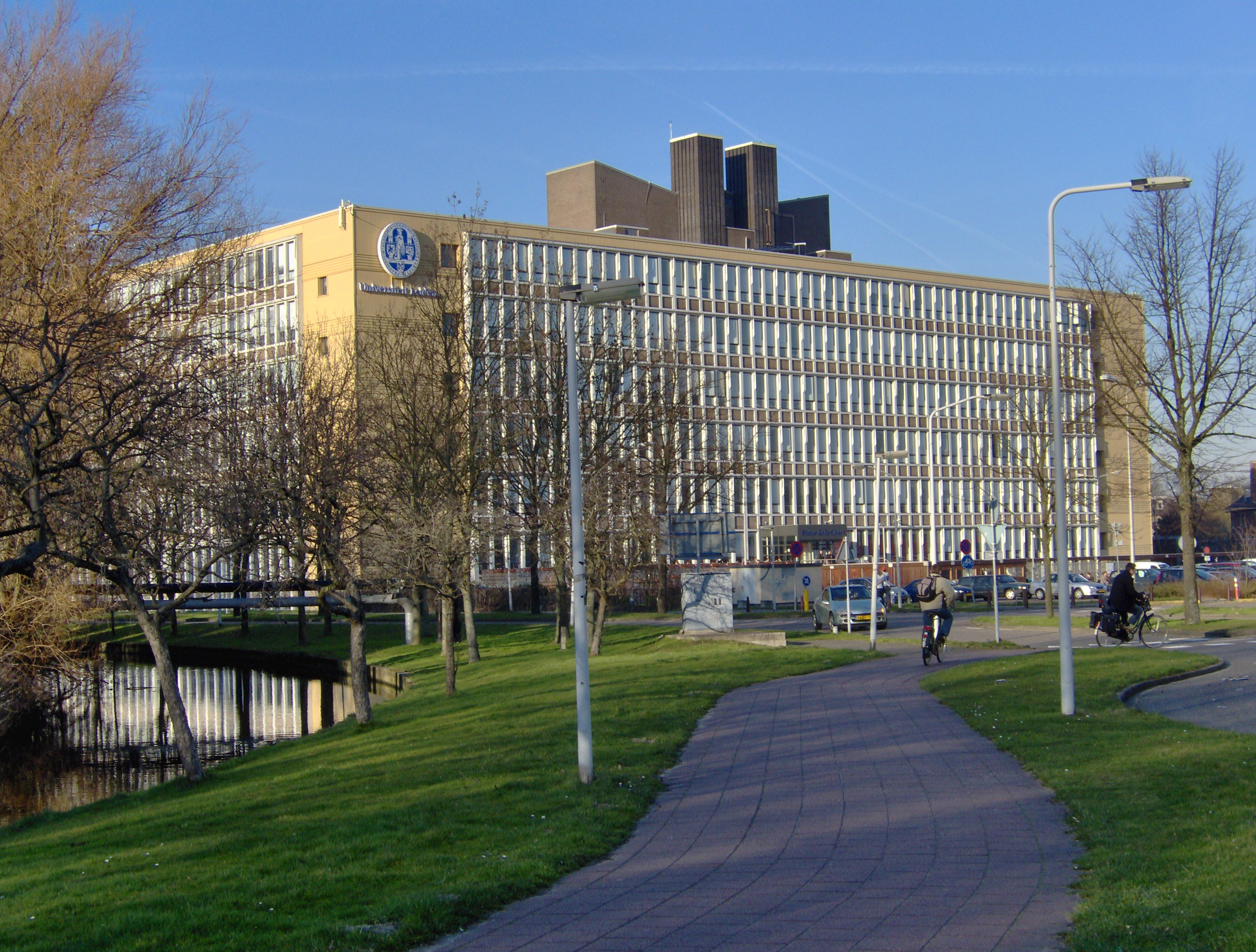
Facultad de Ciencias Sociales de la Universidad de Leiden.
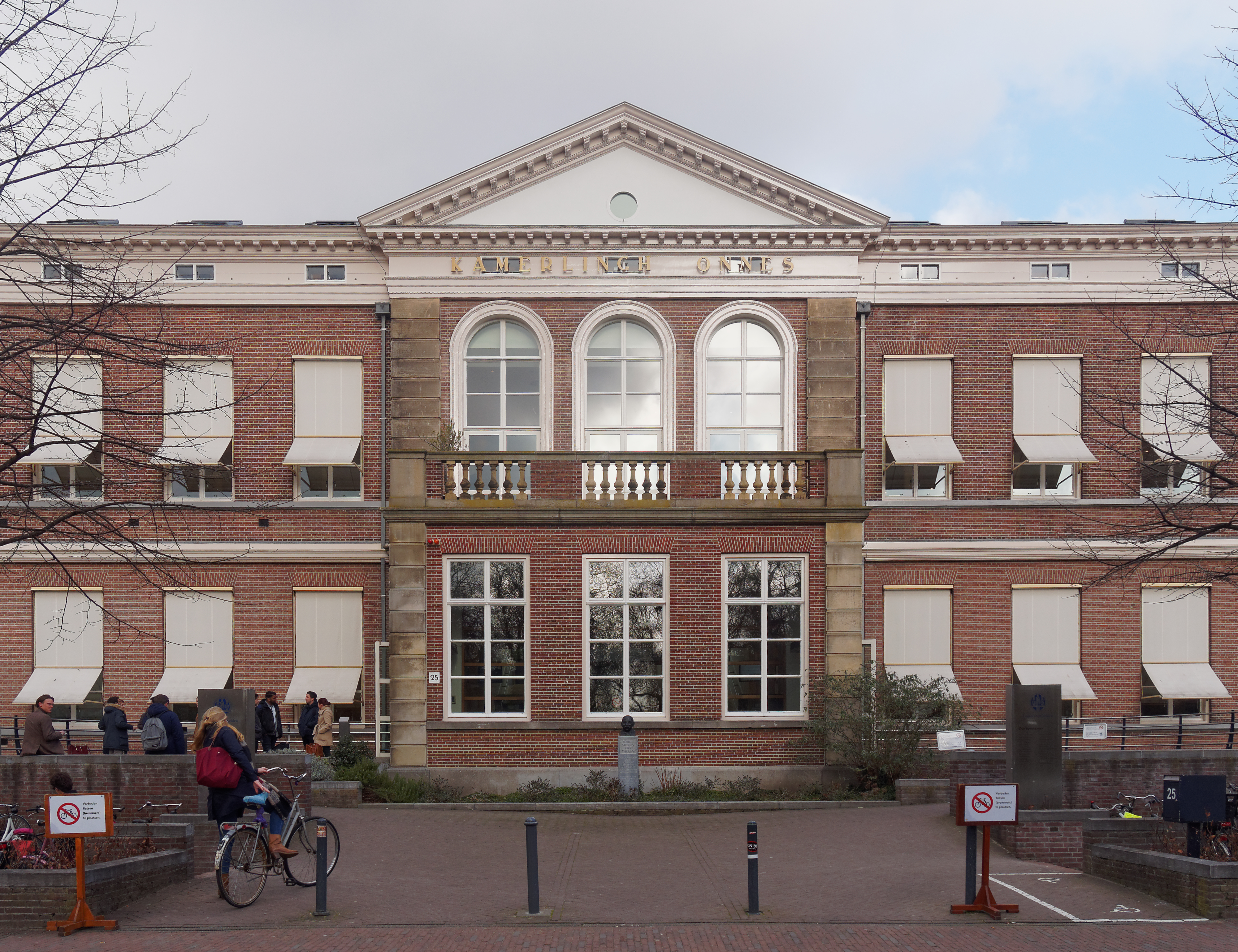
Laboratorio Kamerlingh Onnes 7007, en la actualidad es la Facultad de Derecho.
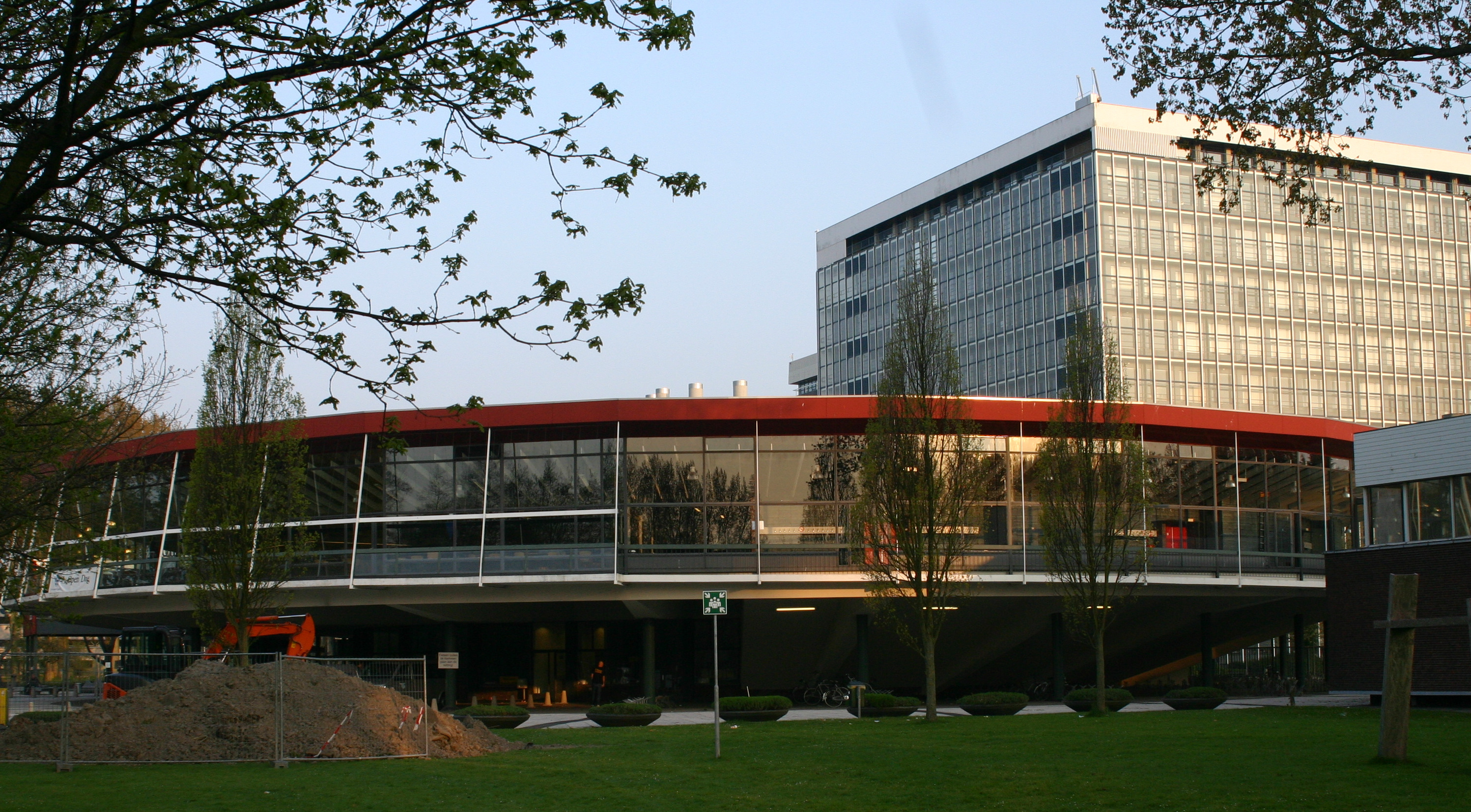
Edificio Gorlaeus.
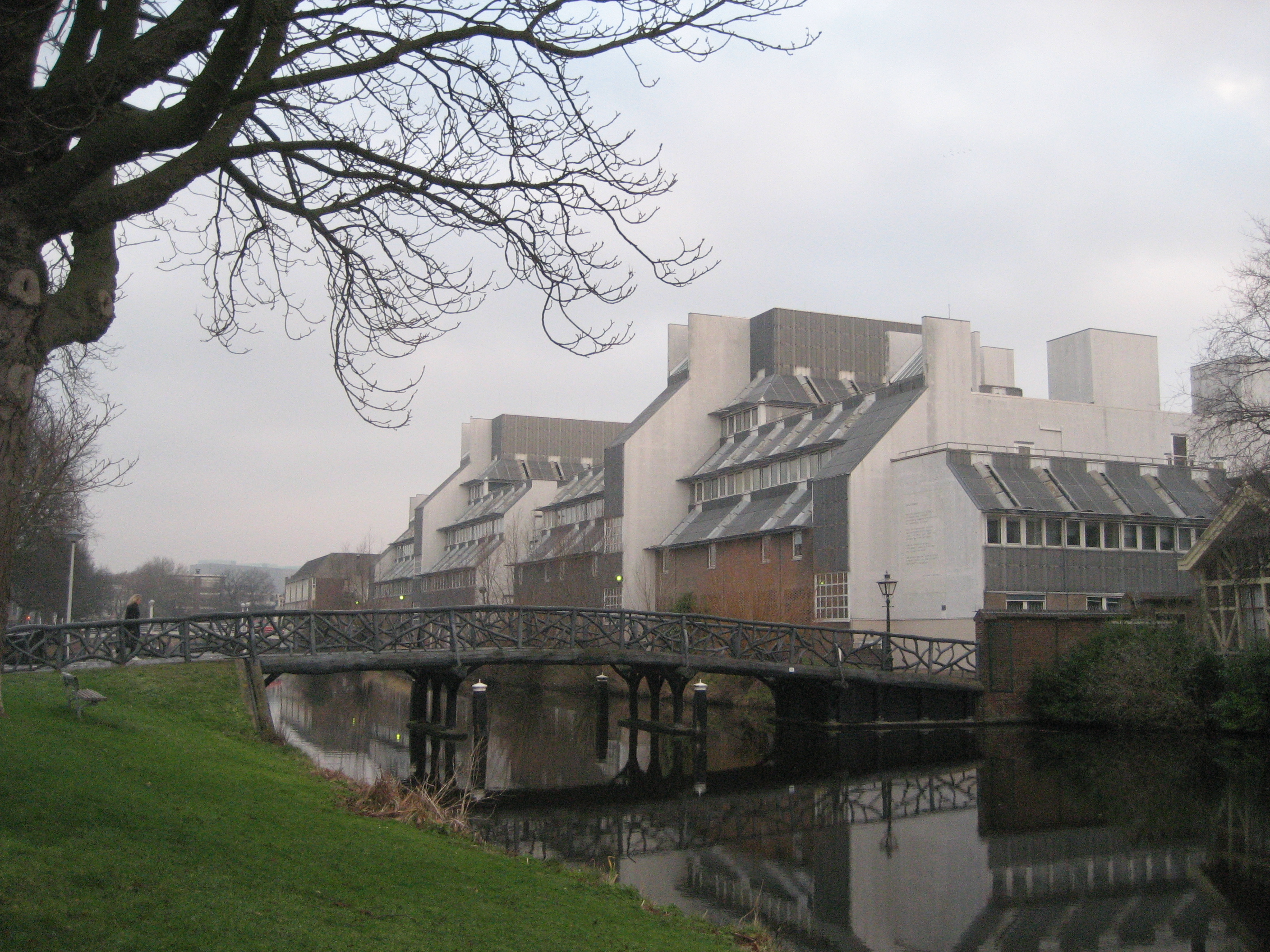
Lipsius.
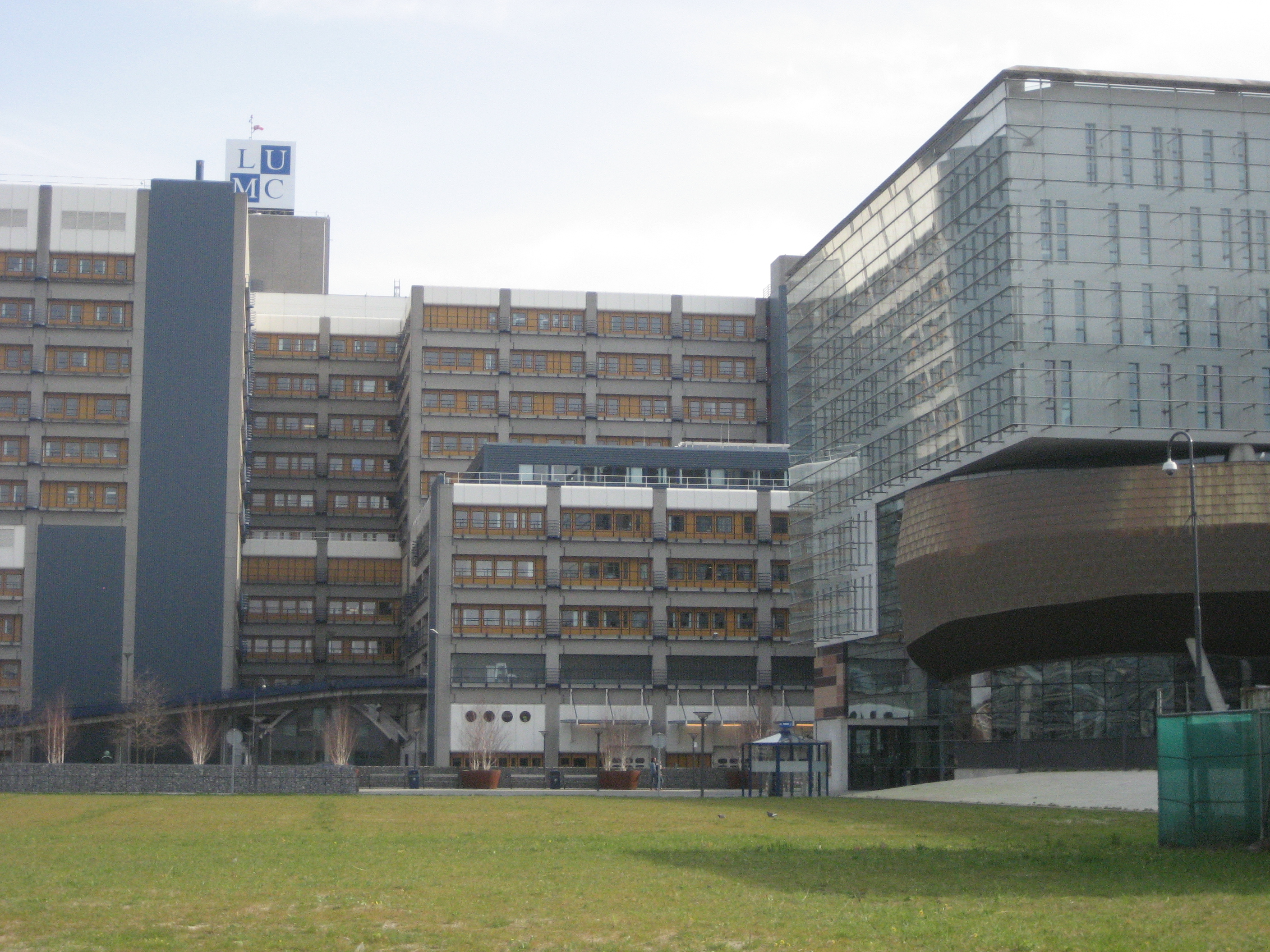
Edificio LUCM, Hospital, Medical Centre y Facultad.
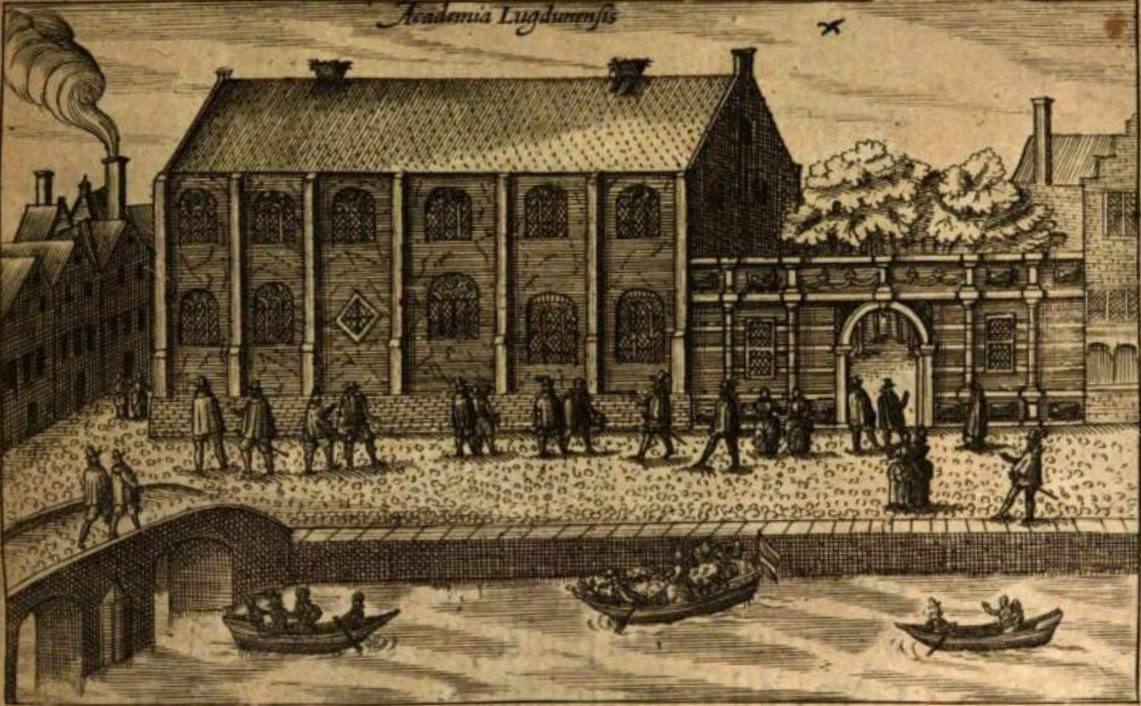
El edificio de la Academia en 1614.
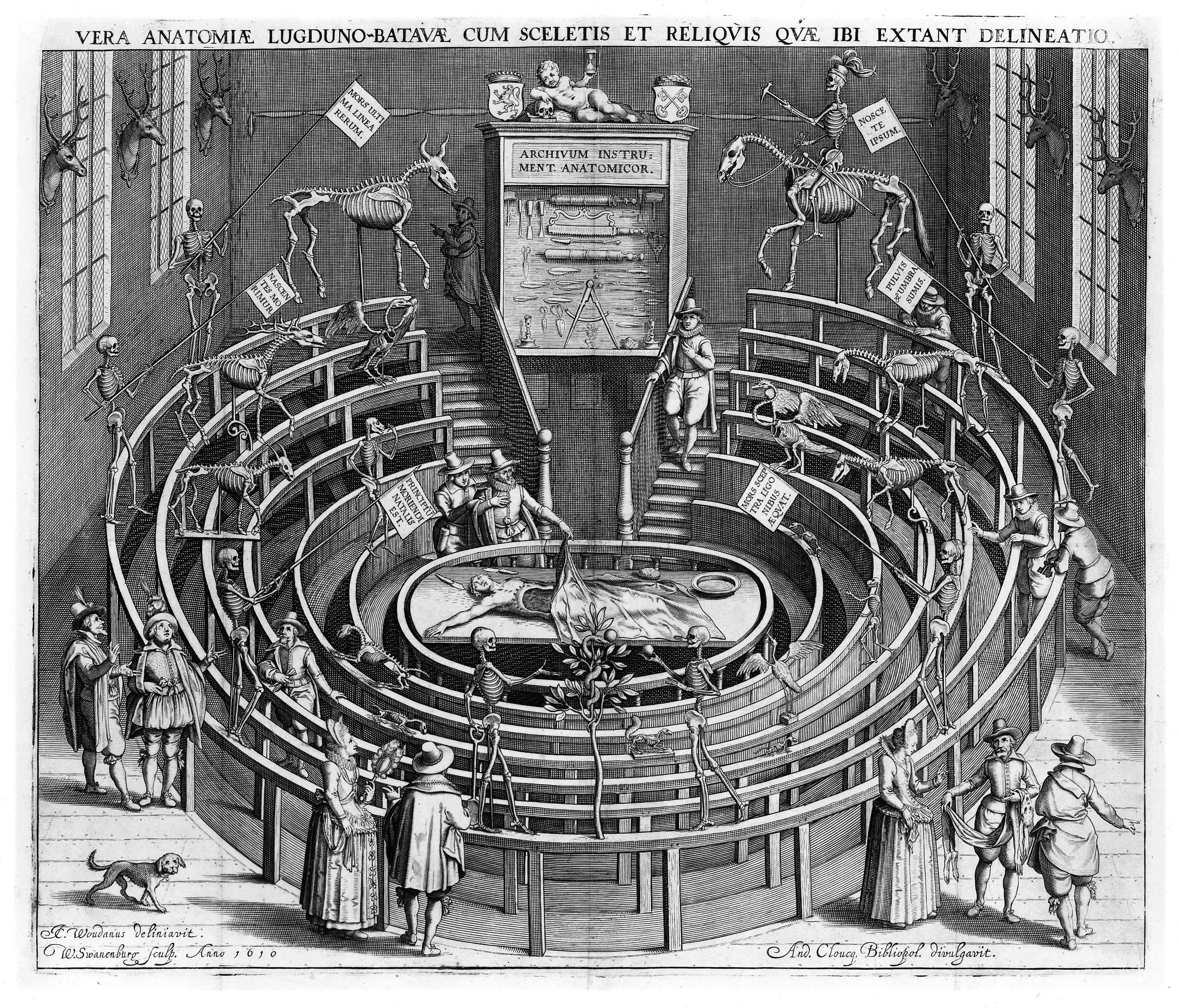
El aula de anatomia en el siglo XVII, según grabado de Willem Swanenburgh sobre un dibujo de Jan Cornelisz.
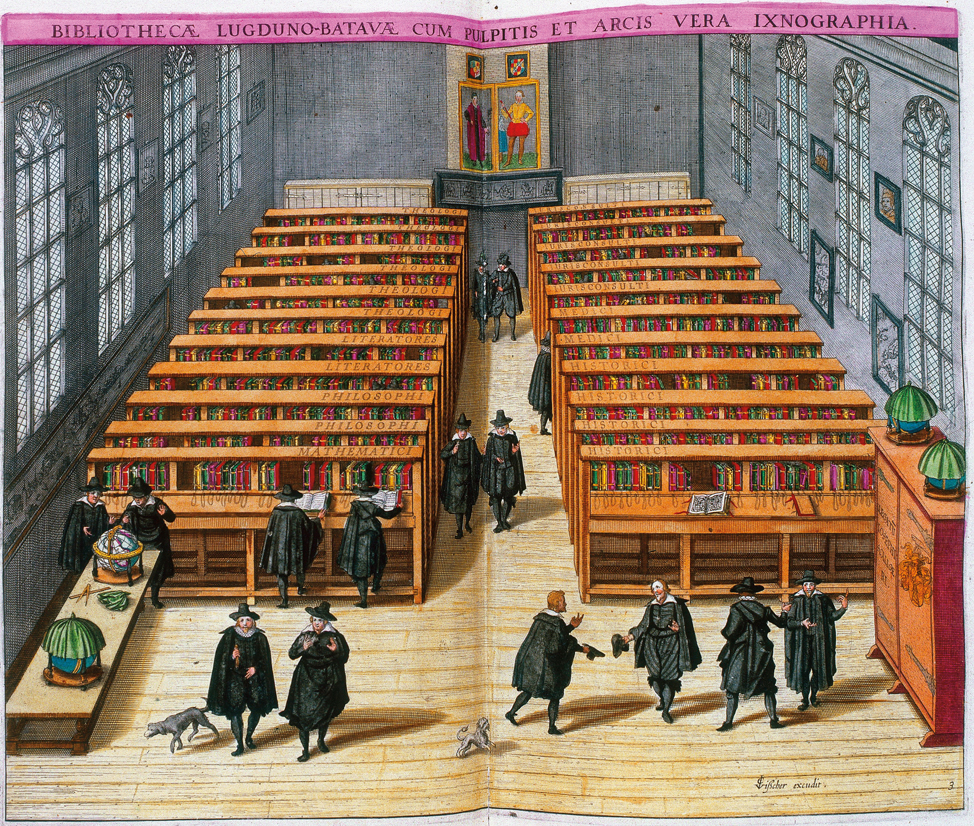
La Biblioteca de la Universidad de Leiden en 1610.